# Tourville-la-Campagne
Tourville-la-Campagne ist eine französische Gemeinde mit 1.114 Einwohnern (Stand 1. Januar 2022) im Département Eure in der Region Normandie (vor 2016 Haute-Normandie). Sie gehört zum Arrondissement Bernay und zum Kanton Grand Bourgtheroulde. Die Einwohner werden Tourvillais genannt.

## Geografie
Tourville-la-Campagne liegt in Nordfrankreich etwa 22 Kilometer südsüdwestlich von Rouen. Umgeben wird Tourville-la-Campagne von den Nachbargemeinden Saint-Pierre-du-Bosguérard im Norden, Amfreville-Saint-Amand im Osten, La Pyle im Süden, Saint-Meslin-du-Bosc im Südwesten und Westen sowie La Haye-du-Theil im Westen und Nordwesten.

## Bevölkerungsentwicklung
| Jahr                       | 1962 | 1968 | 1975 | 1982 | 1990 | 1999 | 2006 | 2013 | 2019 |
| Einwohner                  | 312  | 313  | 471  | 602  | 730  | 753  | 850  | 1011 | 1121 |
| Quellen: Cassini und INSEE |      |      |      |      |      |      |      |      |      |

## Sehenswürdigkeiten
- Kirche Saint-Ouen aus dem 17. Jahrhundert, Monument historique

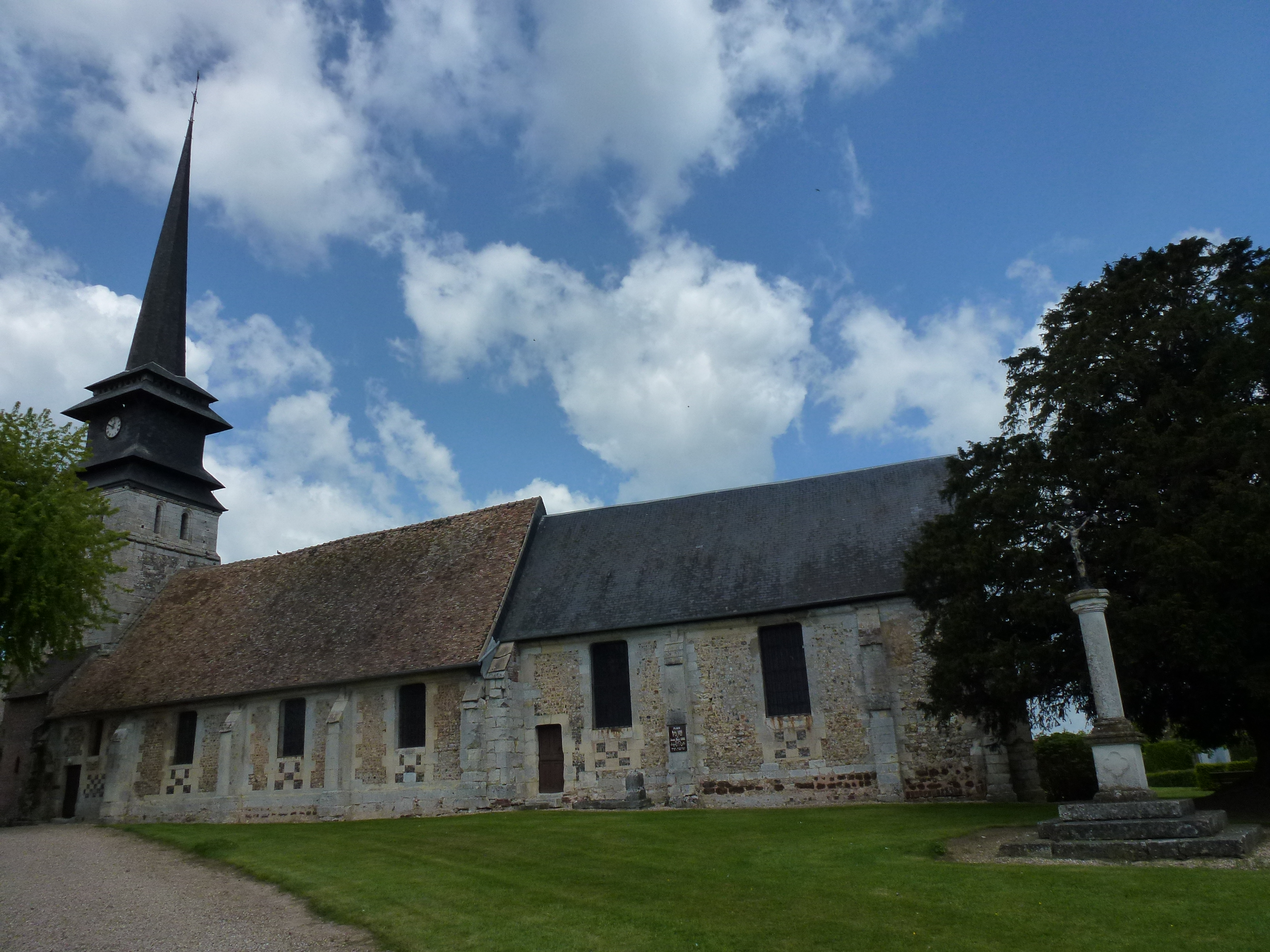
Kirche Saint-Ouen